# Rhantus bistriatus
Rhantus bistriatus is een keversoort uit de familie waterroofkevers (Dytiscidae). De wetenschappelijke naam van de soort is voor het eerst geldig gepubliceerd in 1778 door Bergsträsser.